# Irnfritz-Messern
Irnfritz-Messern ist eine Marktgemeinde mit 1419 Einwohnern (Stand 1. Jänner 2025) im Bezirk Horn in Niederösterreich (Österreich).

## Geografie
Irnfritz-Messern liegt im Waldviertel in Niederösterreich. Die Fläche der Marktgemeinde umfasst 55,98 Quadratkilometer. Davon sind 48 Prozent landwirtschaftliche Nutzflächen und 46 Prozent der Fläche sind bewaldet.

### Gemeindegliederung

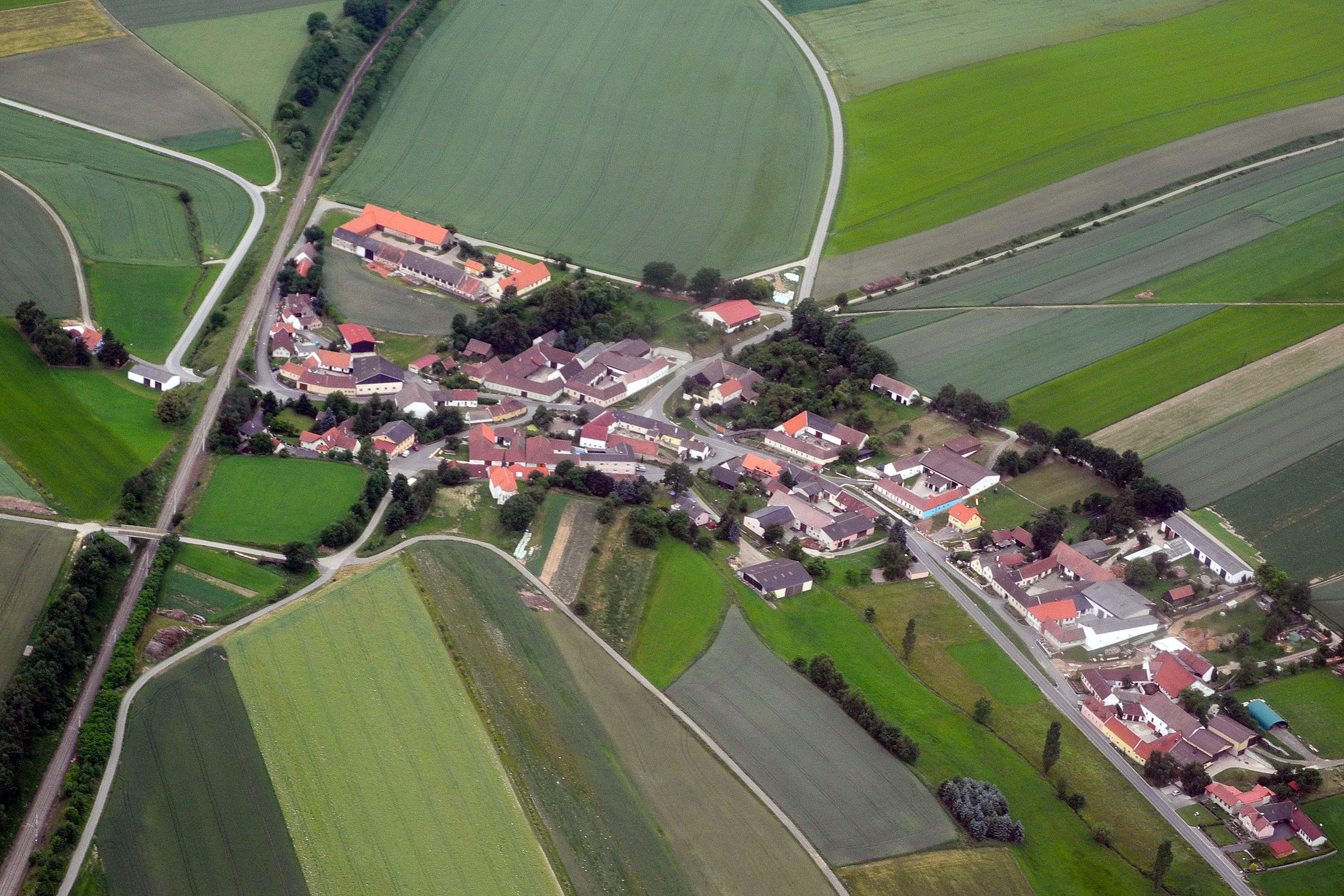
Wappoltenreith

Das Gemeindegebiet umfasst folgende 12 Ortschaften (in Klammern Einwohnerzahl Stand 1. Jänner 2025):
- Dorna (28) samt Neu-Dorna
- Grub (29)
- Haselberg (55)
- Irnfritz (530) samt Irnfritz Bahnhof
- Klein-Ulrichschlag (84)
- Messern (206) samt Kaidling
- Nondorf an der Wild (56)
- Reichharts (93)
- Rothweinsdorf (84)
- Sitzendorf (42)
- Trabenreith (128)
- Wappoltenreith (84)

Die Gemeinde besteht aus den Katastralgemeinden Dorna, Grub, Haselberg, Irnfritz, Kleinullrichschlag, Messern, Nondorf an der Wild, Reichharts, Rothweinsdorf, Sitzendorf, Trabenreith und Wappoltenreith. Als Marktort (d. h. Hauptort der Marktgemeinde) wird die Siedlung Irnfritz Bahnhof geführt, die sich ab 1869 abseits des Ortes Irnfritz entwickelt hat.
Dorna, Grub, Messern, Rothweinsdorf und Sitzendorf haben die Postleitzahl 3761. Alle anderen Orte der Marktgemeinde haben die Postleitzahl 3754.
Die Marktgemeinde Irnfritz-Messern ist Mitglied der Kleinregion Taffa-Thaya-Wild.

### Nachbargemeinden
|               | Japons                                      | Geras                    |
| Ludweis-Aigen | Kompassrose, die auf Nachbargemeinden zeigt | Pernegg                  |
|               | Brunn an der Wild                           | St. Bernhard-Frauenhofen |

## Geschichte
Die erste urkundliche Erwähnung von Grub erfolgt in einer Urkunde des Stiftes Altenberg, wo im Jahr 1237 ein „Pilgrimus de Grueb“ genannt wird.
Irnfritz wird erstmals 1333 als Iermfricz urkundlich belegt. Der Name stammt vom althochdeutschen Personennamen „Irmvrit“ ab.
Mit der Eröffnung der Franz-Josefs-Bahn im Jahr 1869 wurde Irnfritz mit Wien verbunden und die Bevölkerungszahl stieg.

### Bevölkerungsentwicklung
| Irnfritz-Messern: Einwohnerzahlen von 1869 bis 2025 | Irnfritz-Messern: Einwohnerzahlen von 1869 bis 2025 | Irnfritz-Messern: Einwohnerzahlen von 1869 bis 2025 | Irnfritz-Messern: Einwohnerzahlen von 1869 bis 2025 | Irnfritz-Messern: Einwohnerzahlen von 1869 bis 2025 |
| --------------------------------------------------- | --------------------------------------------------- | --------------------------------------------------- | --------------------------------------------------- | --------------------------------------------------- |
| Jahr                                                |                                                     |                                                     |                                                     | Einwohner                                           |
| 1869                                                | 1869                                                |                                                     | 1.783                                               | 1.783                                               |
| 1880                                                | 1880                                                |                                                     | 1.991                                               | 1.991                                               |
| 1890                                                | 1890                                                |                                                     | 1.948                                               | 1.948                                               |
| 1900                                                | 1900                                                |                                                     | 1.920                                               | 1.920                                               |
| 1910                                                | 1910                                                |                                                     | 1.837                                               | 1.837                                               |
| 1923                                                | 1923                                                |                                                     | 1.925                                               | 1.925                                               |
| 1934                                                | 1934                                                |                                                     | 1.844                                               | 1.844                                               |
| 1939                                                | 1939                                                |                                                     | 1.874                                               | 1.874                                               |
| 1951                                                | 1951                                                |                                                     | 1.820                                               | 1.820                                               |
| 1961                                                | 1961                                                |                                                     | 1.722                                               | 1.722                                               |
| 1971                                                | 1971                                                |                                                     | 1.680                                               | 1.680                                               |
| 1981                                                | 1981                                                |                                                     | 1.547                                               | 1.547                                               |
| 1991                                                | 1991                                                |                                                     | 1.439                                               | 1.439                                               |
| 2001                                                | 2001                                                |                                                     | 1.412                                               | 1.412                                               |
| 2011                                                | 2011                                                |                                                     | 1.422                                               | 1.422                                               |
| 2021                                                | 2021                                                |                                                     | 1.432                                               | 1.432                                               |
| 2025                                                | 2025                                                |                                                     | 1.419                                               | 1.419                                               |
| Quelle(n): Statistik Austria, Gebietsstand 1.1.2021 |                                                     |                                                     |                                                     |                                                     |

## Kultur und Sehenswürdigkeiten
- Burg Grub
- Schloss Wildberg

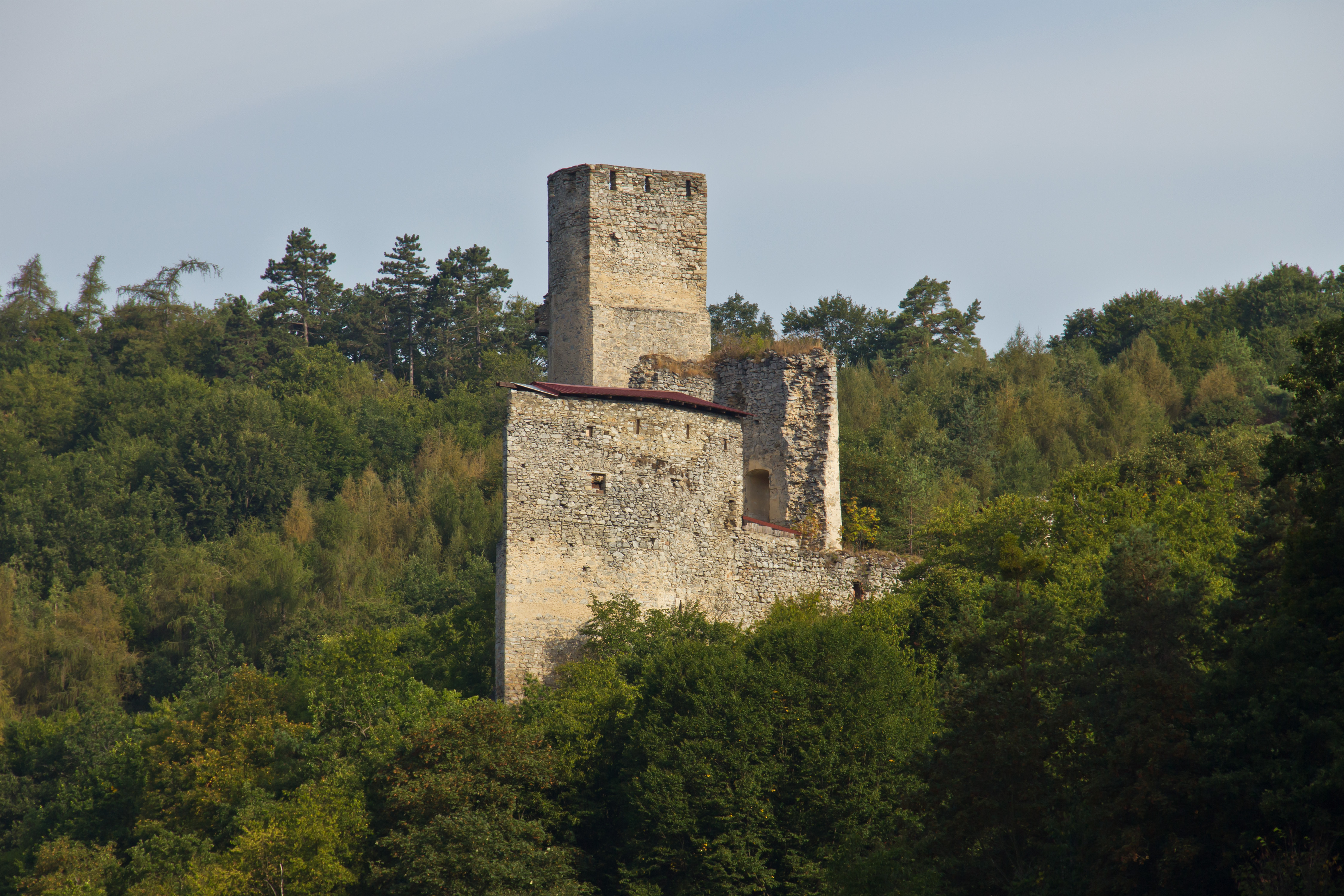
Burg Grub

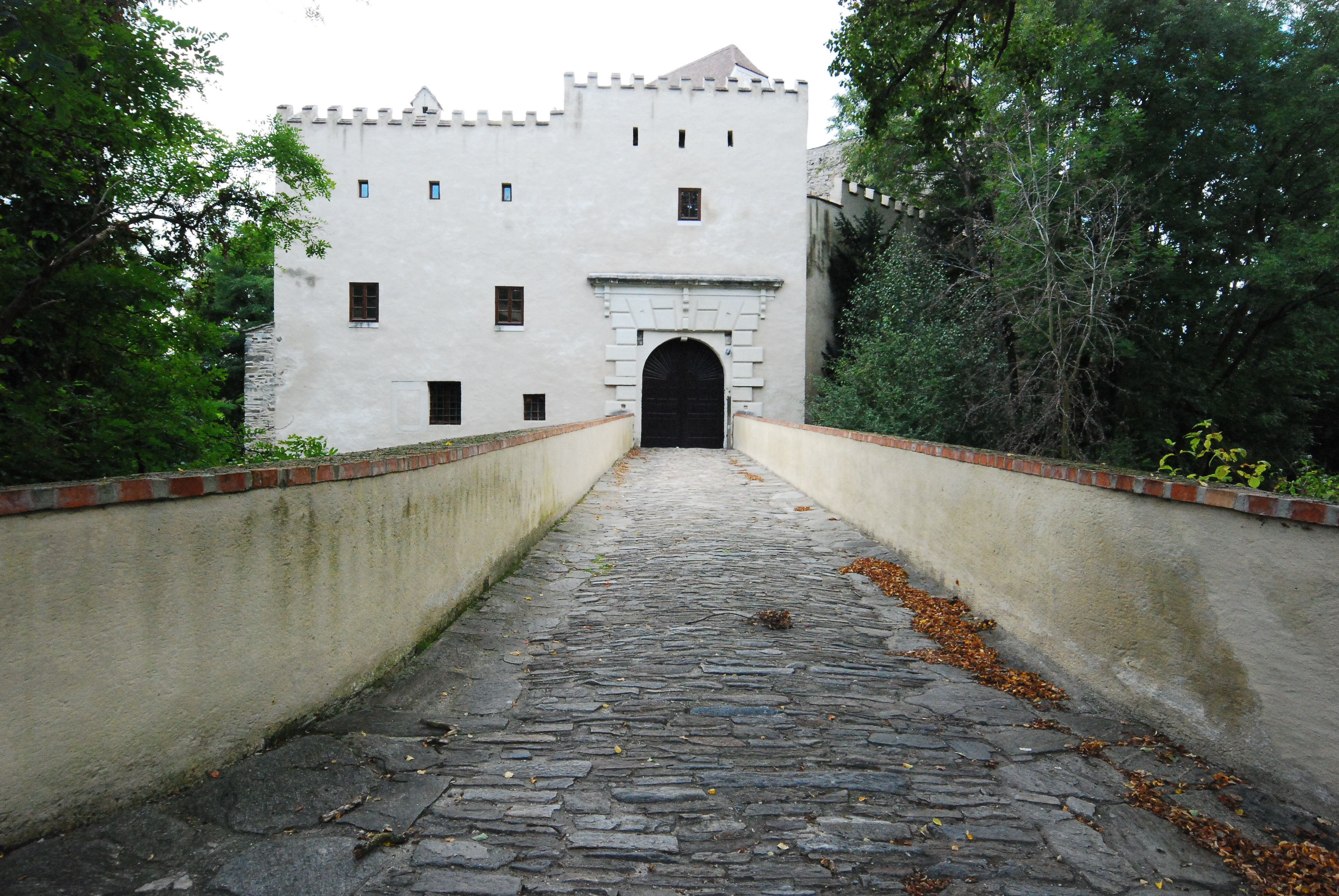
Schloss Wildberg

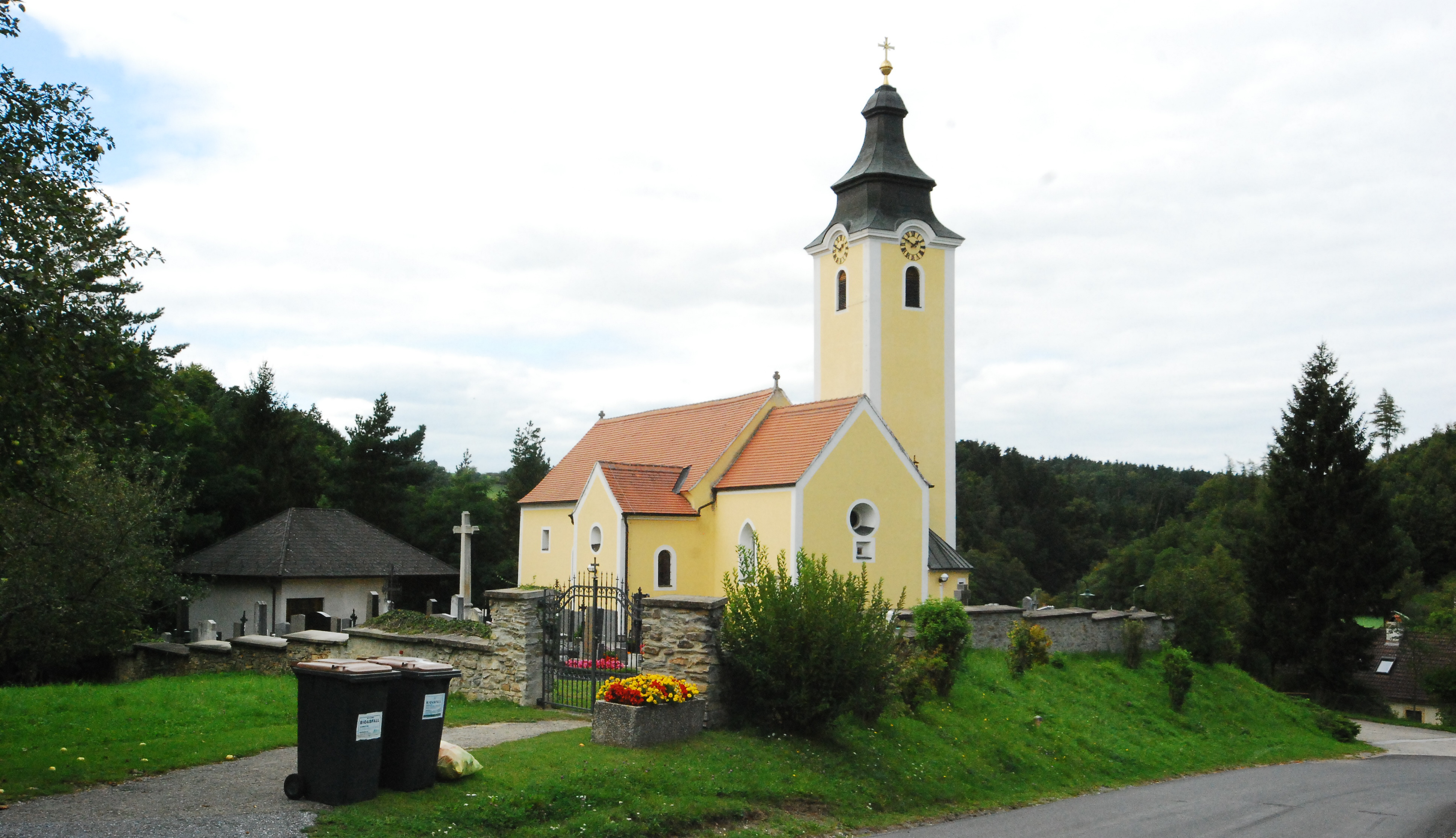
Pfarrkirche Messern

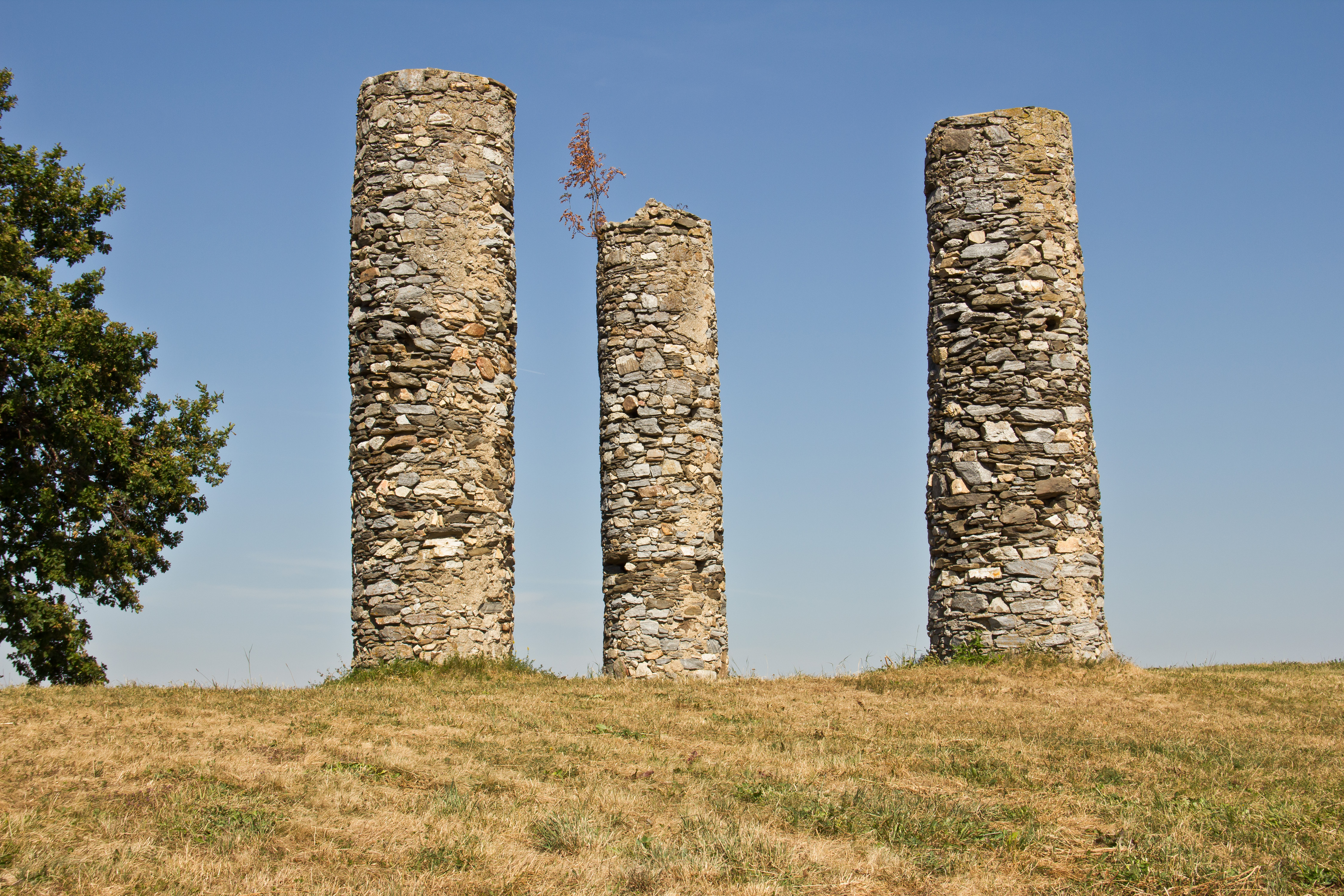
Galgen Messern

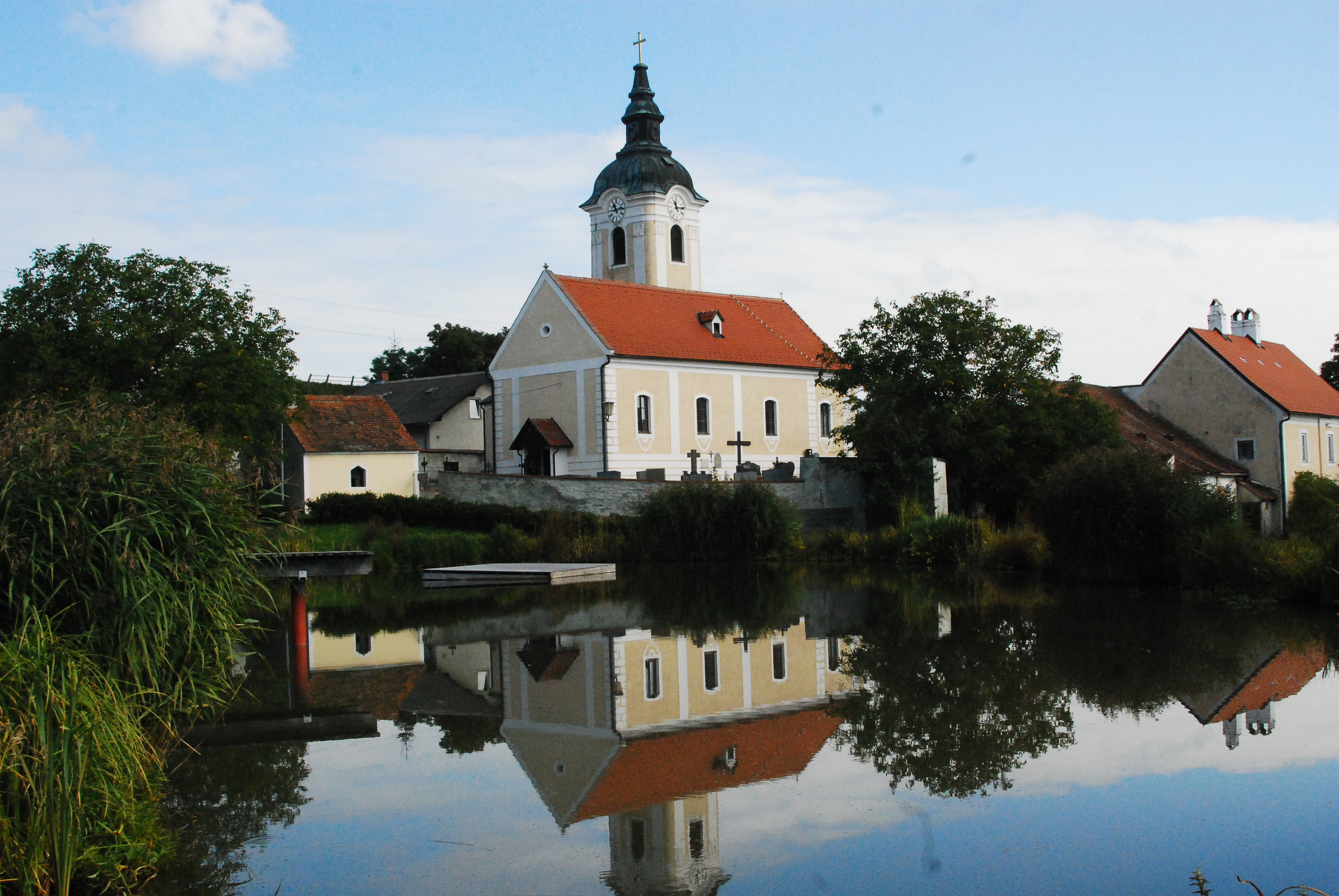
Pfarrkirche Nondorf an der Wild

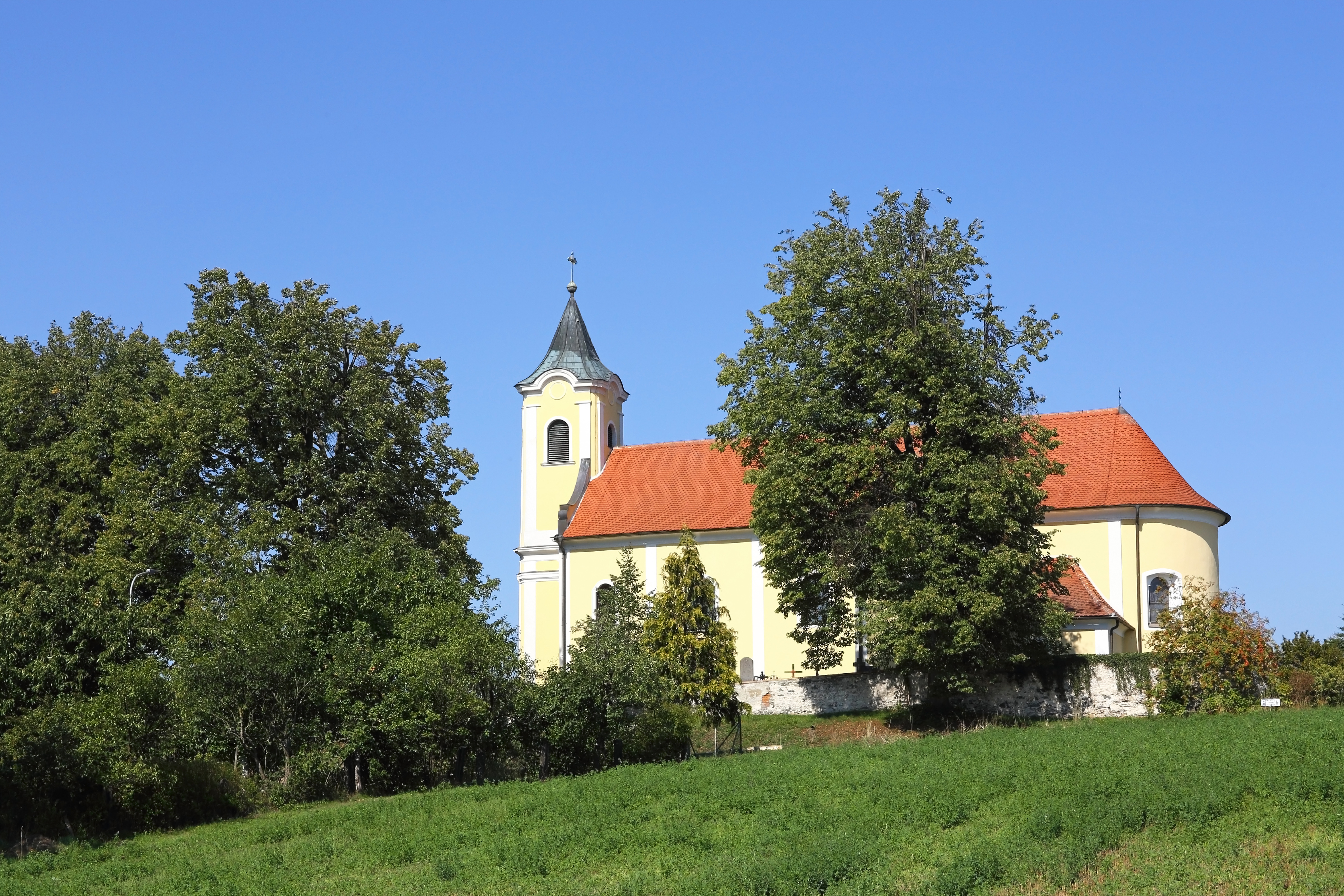
Pfarrkirche Trabenreith

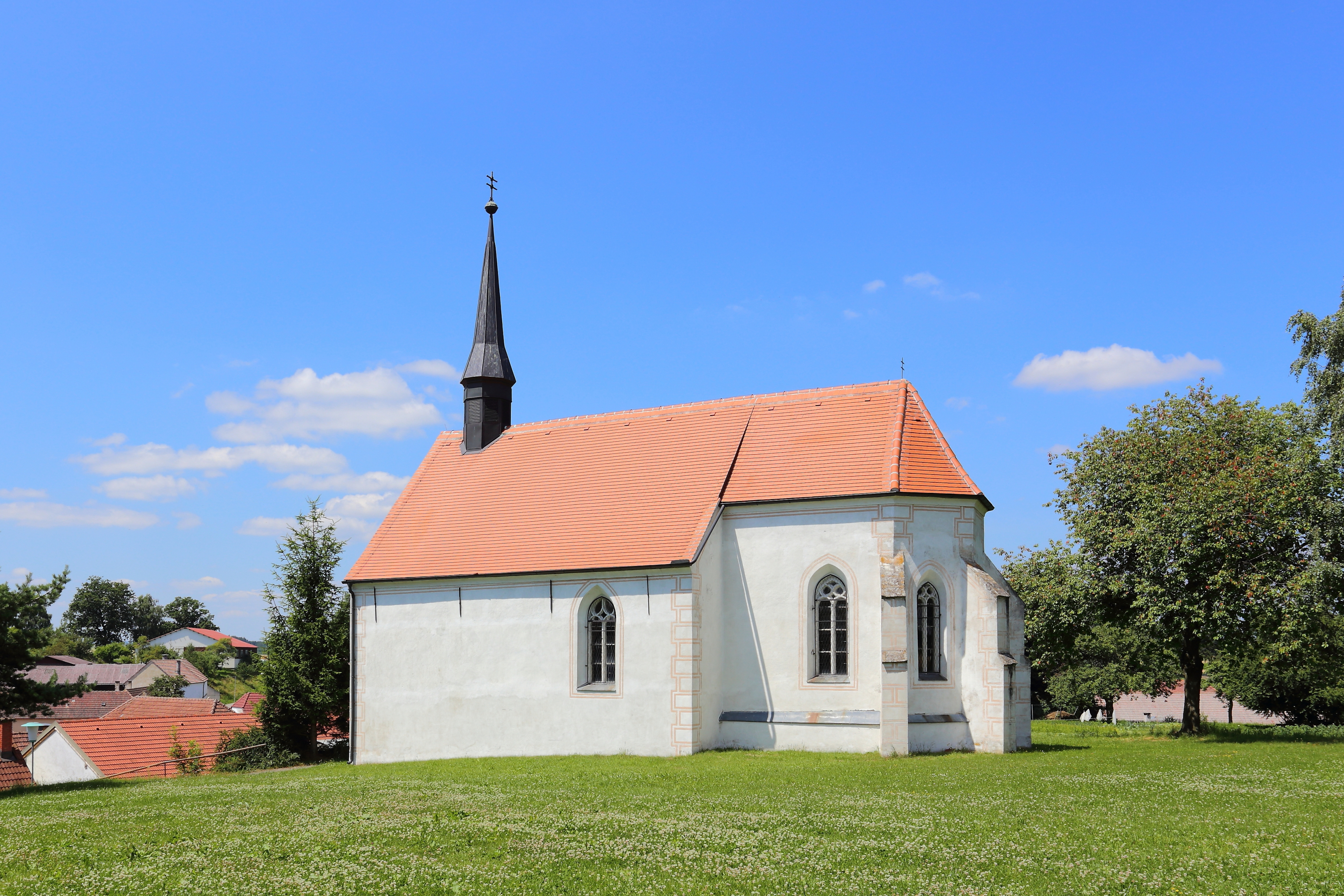
Filialkirche Wappoltenreith

- Katholische Pfarrkirche Messern hl. Jakobus der Ältere
- Katholische Pfarrkirche Nondorf an der Wild Mariä Geburt
- Katholische Pfarrkirche Trabenreith hl. Johannes Nepomuk
- Katholische Filialkirche Wappoltenreith hl. Leopold
- Burgkapelle Haselberg
- Galerie Blaim in Messern: Die Galerie zeigt Ölbilder, Aquarelle, Zeichnungen, Grafiken des Künstlers Adolf Blaim (1942–2004). Er illustrierte unter anderem Bücher des Kräuterpfarrers Hermann-Josef Weidinger.
- Ziegelmuseum Trabenreith

## Wirtschaft und Infrastruktur
Nichtlandwirtschaftliche Arbeitsstätten gab es im Jahr 2001 45, land- und forstwirtschaftliche Betriebe nach der Erhebung 1999 139. Die Zahl der Erwerbstätigen am Wohnort betrug nach der Volkszählung 2001 634. Die Erwerbsquote lag 2001 bei 46,45 Prozent. Mit ca. 80 Mitarbeitern gehört der Waldviertler Recyclingpark zum größten Arbeitgeber der Gemeinde Irnfritz. Im Recyclingpark ansässige Firmen sind ein zertifizierter Entsorgungsfachbetrieb, die Stark GmbH, ein Eisenfachmarkt, die Franchisezentrale von Pipibox, die Firmenzentrale von Smart Motel sowie das Wärmecontracting-Unternehmen Energie Mobil.

### Verkehr
- Bahn: Die ÖBB betreiben den Bahnhof Irnfritz an der Franz-Josefs-Bahn. Direkt an dieser wurde 1997 eine neue Betriebsanlage, der Waldviertler Recyclingpark gebaut.
- Bus: Mehrere regionale Buslinien des Unternehmens Postbus fahren Haltestellen in Irnfritz und weiteren Orten der Gemeinde an.
- Straße: Irnfritz-Messern liegt an den Landesstraßen L42, L50 und L52.

## Politik

### Gemeinderat
Der Gemeinderat hat 19 Mitglieder.
- Nach den Gemeinderatswahlen in Niederösterreich 1990 hatte der Gemeinderat folgende Verteilung: 14 ÖVP, 2 SPÖ, 2 Bürgerliste, und 1 FPÖ.
- Nach den Gemeinderatswahlen in Niederösterreich 1995 hatte der Gemeinderat folgende Verteilung: 15 ÖVP, 2 SPÖ, 1 Bürgerliste, und 1 FPÖ.[5]
- Nach den Gemeinderatswahlen in Niederösterreich 2000 hatte der Gemeinderat folgende Verteilung: 16 ÖVP, 2 SPÖ, und 1 FPÖ.[6]
- Nach den Gemeinderatswahlen in Niederösterreich 2005 hatte der Gemeinderat folgende Verteilung: 17 ÖVP, und 2 SPÖ.[7]
- Nach den Gemeinderatswahlen in Niederösterreich 2010 hatte der Gemeinderat folgende Verteilung: 17 ÖVP, und 2 SPÖ.[8]
- Nach den Gemeinderatswahlen in Niederösterreich 2015 hatte der Gemeinderat folgende Verteilung: 16 ÖVP, und 3 SPÖ.[9]
- Nach den Gemeinderatswahlen in Niederösterreich 2020 hatte der Gemeinderat folgende Verteilung: 17 ÖVP und 2 SPÖ.[10]
- Nach den Gemeinderatswahlen in Niederösterreich 2025 hat der Gemeinderat folgende Verteilung: 15 ÖVP, 2 FPÖ und 2 SPÖ.[11]

### Bürgermeister
- 1995–2025 Hermann Gruber (ÖVP)[12]
- 2025 Karl Weiß † (ÖVP)[13]
- Seit 30. Juni 2025 Stefan Judmann (ÖVP)[14]

### Wappen
Mit Bescheid der Niederösterreichischen Landesregierung vom 22. August 1972 erhielt die Gemeinde Irnfritz-Messern ein Gemeindewappen verliehen. Seine Blasonierung: “Ein gespaltener Schild, im rechten Feld auf silbernem Grund ein roter Balken, im linken Feld auf schwarzem Grund drei goldene Korngarben, zwei zu eins gestellt.” Die Gemeindefarben sind Weiß-Schwarz.

## Persönlichkeiten
- Adolf Blaim (1942–2004), österreichischer Maler, Illustrator und Galerist, lebte und starb in Messern.
- Laurenz Genner (1894–1962), österreichischer Politiker, wurde in Irnfritz geboren.
- Josef Stini (1880–1958), österreichischer Geologe, wurde in Wappoltenreith geboren.
- Christiane Weidinger (geb. Flieger) (* 1961), österreichische Regierungsrätin, wurde in Irnfritz geboren.